# Branimir Furlan
Branimir Furlan, slovenski častnik, veteran vojne za Slovenijo, * 25. februar 1963, Trebnje.
Brigadir Furlan je od 15. julija 2010 poveljnik Poveljstva sil Slovenske vojske.

### Zgodovina
V podzemnih rezervoarjih pri Mokronogu je bilo shranjeno 7,5 milijona litrov bencina in dizelskega goriva, poleg tega pa še orožje TO. Posadki JLA v skladišču, ki je štela dobrih 60 ljudi, je poveljeval Slovenec, kapetan Branimir Furlan. Po prvih vojnih dneh je ta nameraval skladišče predati skupaj z njegovimi vojaki, a ko je tem predstavil namero, ga je starejši vodnik Dragomir Grujević ustrelil in misleč, da ga je ubil, prevzel poveljstvo. Ranjeni Furlan si je nato s streli kril umik iz vojašnice, zbežati pa je uspelo tudi nekaj vojakom. Grujević je nato z grožnjo o razstrelitvi skladišča še nekaj dni držal Dolenjsko v šahu, saj so zaradi varnosti evakuirali prebivalstvo dela Mirnske doline.

## Vojaška kariera
- povišan v brigadirja (12. maj 2006)
- poveljnik 1. brigade Slovenske vojske (13. julij 2001 - 2005)
- enoletni študij na vojnem kolidžu Kopenske vojske ZDA (2000 - 2001)
- povišan v majorja (18. junij 1993)
- ranjen v boju 29. junija 1991 (Mokronog)

## Odlikovanja in priznanja
- red generala Maistra III. stopnje (13. maj 2011)
- medalja za ranjence
- srebrna medalja generala Maistra (24. oktober 2001)
- bronasta medalja generala Maistra (27. oktober 1997)